# Philippe Lacarrière
Temple de la renommée IIHF : 2018
Philippe Lacarrière, né le 20 avril 1938 à Paris est un joueur de hockey sur glace et un dirigeant du hockey sur glace français et international, fils de Jacques Lacarrière
Il a été intronisé au Temple de la renommée de l'IIHF en 2018.

## Carrière en club
Comme son père, il a marqué l’histoire du hockey sur glace français.
Cet avant-centre polyvalent (il joue également en défense) effectue une brillante carrière dans divers clubs parisiens dont certains ont disparu aujourd’hui comme le PUC, le PHC et le Racing Club de France .
Il porta les couleurs de l’ACBB dont il fut capitaine. Associé avec les canadiens Gaëtan Laliberté, Camil Gélinas et Stu Cruikshank, l'ACBB domine le hockey Européen au début des années 1960, remportant la plupart des grandes coupes dont la fameuse Coupe Spengler.
Il fut ensuite (avec son frère Thierry), joueur et capitaine de l'équipe des Français volants de Paris et entraîneur bénévole des jeunes espoirs du hockey Français dans l'enceinte de ce même club.
En 1972, il fonde le Club olympique Courbevoie où il achève sa longue carrière sportive à 44 ans.

## Carrière internationale
Le célèbre numéro 7 est également un joueur emblématique de l’équipe de France avec laquelle il disputa 68 matchs de 1961 à 1968 et dont il fut le capitaine de 1965 à 1967. Il participe aux championnats du monde 1961, 1962, 1963 et 1967. Il dispute également les jeux olympiques de 1968 à Grenoble.
Il est nommé meilleur buteur du Championnat du Monde de 1961 à Genève avec 11 buts en 5 matchs et meilleur défenseur du Championnat du Monde de 1967 à Vienne.
En 1964, on lui décerne un oscar de la glace.

## Carrière de dirigeant
Philippe Lacarrière devint ensuite un ambassadeur très apprécié du hockey sur glace français en endossant le costume non seulement de membre permanent du CNHG de 1972 à 1998, mais surtout en étant élu au mois de juin 1994 au Concile de l’IIHF dans lequel il effectue deux mandats successifs jusqu’en 2003. Membre de la commission de discipline de l’IIHF avant même son élection (de 1990 à 1994), il fut ensuite le « chairman » de plusieurs comités internationaux comme celui des règles de jeu, des arbitres, des juniors et des équipements. Nommé membre à vie de la Fédération internationale, Philippe Lacarrière est redevenu un élu écouté et respecté aussi en France depuis la création de la FFHG en 2006.
En 2018, il est intronisé au Temple de la renommée de l'IIHF.

## Palmarès

Avec l'Athletic Club de Boulogne-Billancourt
- Coupe Spengler :
  - 1960
  - 1961
- Champion de France :
  - 1960